# The Vision
The Vision — дебютный сингловой альбом китайской группы WayV. WayV, китайский юнит южнокорейского бой-бэнда NCT. Он был выпущен лейблом Lable V для цифровой загрузки 17 января 2019 года.
Альбом знаменует собой первый юнит NCT, с момента дебюта NCT Dream в 2016 году, и дебют новых участников Хэндэри, Сяоцзюня и Яняна.

## Предпосылки и релиз
Китайский юнит NCT, впервые был анонсирован 12 августа 2018 года под первоначальным названием NCT China или же NCT 116. Дебютная дата была первоначально установлена на ноябрь этого же года, хотя в то время не было никакой дополнительной информации. В конце ноября SM объявил, что Вин Вин будет снят с продвижение Regulate вместе с NCT 127, чтобы подготовиться к предстоящему дебюту в новом юните. В конце декабря стало известно о название группы WayV с 7-мью участниками в составе, дебютирующим в январе 2019 года.
После серии видео-тизеров, выпущенных на YouTube, название альбома и ведущий сингл были выпущены 12 января. Тизер клипа был выпущен 16 января на YouTube-канале SMTOWN. Альбом включает две китайские версии песен, ранее выпущенных NCT 127, «Regular» и «Come Back», и одну оригинальную песню «Dream Launch».

## Критика
«Regular» достиг пика на девятом месте в китайском чарте QQ и на третьем месте в мировом чарте США. «Dream Launch» достиг пика на 15 и 6 местах.

## Трек-лист
| №                   | Название                      | Длительность |
| ------------------- | ----------------------------- | ------------ |
| 1.                  | «理所当然 (Regular)»          | 3:38         |
| 2.                  | «噩梦 (Come Back)»            | 3:25         |
| 3.                  | «梦想发射计划 (Dream Launch)» | 3:47         |
| Общая длительность: | Общая длительность:           | 10:10        |